# Lasioglossum denticeps
Lasioglossum denticeps är en biart som beskrevs av Michener 1954. Lasioglossum denticeps ingår i släktet smalbin, och familjen vägbin. Inga underarter finns listade i Catalogue of Life.